# 弦楽四重奏曲第4番 (ニールセン)

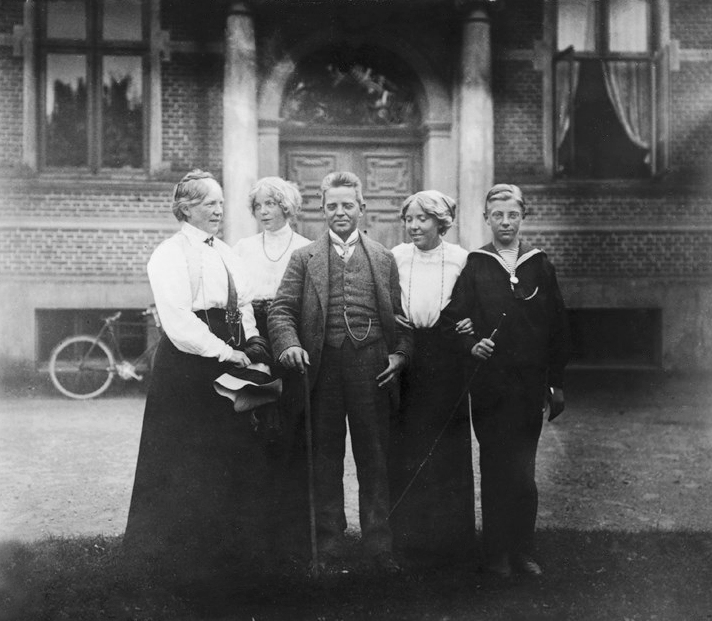
本作の初演地であるフールサングで撮影されたニールセンの家族写真。

弦楽四重奏曲第4番 ヘ長調 作品44は、カール・ニールセンが作曲した弦楽四重奏曲。作曲は1906年2月から7月にかけて進められた。ニールセンの4作品の弦楽四重奏曲のうち最後の作品である。1906年8月10日にフールサングで行われた私的コンサートで初演された後、1907年11月30日にコペンハーゲンにおいてコペンハーゲン弦楽四重奏団により公開初演され、同弦楽四重奏団に献呈された。

## 概要
本作はニールセンの2つの主要劇場作品、『仮面舞踏会』とホルガ・ドラクマンのメロドラマ『Hr. Oluf, han rider -』への音楽の間に作曲された。前半2楽章が1906年2月から3月、後半2楽章が6月から7月に書かれている。
初演はロラン島のフールサングに住む作曲者の友人、ヴィゴ、ボーディル・ニアゴー夫妻の私邸で内々に行われた。1906年8月に友人のヘンレク・クヌスンに宛てた書簡の中でニールセンは次のように述べている。「今日私の新しい四重奏を演奏したのですが、期待通りの響きがしました。私は弦楽器の真の特性を発見し始めています。」
初期の段階では作品番号は19番で、副題として第1楽章の初稿に由来してイタリア語で“愉快な”を意味する「ピアチェヴォレッツァ」（Piacevolezza）が付されていた。曲が1919年に改訂された際に第1楽章の演奏記号が改められ、ピアチェヴォレッツァの副題が省かれると同時に作品番号も44に修正された。楽譜は1923年にペータースから出版されるまで手稿譜のままであった。

## 評価
公開初演は1907年11月30日にコペンハーゲンのOdd Fellows Mansion（英語版）で行われた。評判は芳しくなかったが、理由は様式が進歩的であったことであるのは疑う余地がない。『ポリティケン』紙のチャーレス・ケアウルフはこう述べた。「もし昨夜4人の紳士が弦楽器と共にあの場で腰掛け、大真面目に演奏したものが美しく良い音楽と思われるようなものなのであれば（略）坐骨神経痛は音楽にとって脅威である、どちらも大変に不愉快なものだからである。」しかし、ローバト・ヘンレゲスは『Vort Land』にこれよりも前向きに書いている。「新しい四重奏の第1楽章では作曲者が彼自身を表現した多声的な器用さがまずもって称賛される。そして陽気な鳥がさえずる音が楽曲に独自の音色を与えている。この新鮮な方法論とは異なり、アンダンテは純粋なヨハネス・ヤアアンスンの性質をまとう聖堂の音楽で、雰囲気を醸すところが多いがやや手が込んでいる。続くのが優美なアレグレットであり、これは機知をもって聴衆をまやかして明らかなものを与えないが、理解可能な範囲を逸脱することはない。そして終楽章は満ち足りた和音で曲を終わらせ、全体としてこの興味深い作品との邂逅を新たなものにしたいと思わせたままにする。充足した演奏はルズヴィ・ホルム、Schiørring、サンビュー、エアンスト・フベアの各氏の賜物である。」

## 演奏時間
約26分。

## 楽曲構成

### 第1楽章
Allegro non tanto e comodo 3/4拍子 ヘ長調
ロンドソナタ形式。清澄なテクスチュアにより作曲者が形式を自家薬籠中の物としていることが示される。序奏なしにヴァイオリンから主題が提示し（譜例1）、チェロ、ヴィオラが呼応する。
譜例1
複数の素材を用いた推移を経て静まっていき、ヴァイオリンから新しい主題が出される（譜例2）。変ニ短調とエンハーモニックの関係にある嬰ハ短調が選択されている。ここでもチェロが追唱する形で応じる。
譜例2
譜例1から展開部が開始され、対位法的に進んでいく。譜例2も嬰ヘ短調で奏され、充実した展開が行われる。コラール風の部分が終わり弱音から譜例1が現れて再現部となる。譜例2はニ短調での再現となる。譜例1を回想して静まっていき、第1主題のこだまを聴きながら穏やかに終了する。

### 第2楽章
Adagio con sentimento religioso 4/4拍子 ハ長調
三部形式。和音によって讃美歌風に開始する（譜例3）。
譜例3
音量が落ちて行くと譜例1の音型を強奏する形が繰り返される。中間部の主題は譜例4のように対位法的に出される。この主題は譜例3と関連している。
譜例4
中間部の前半は流麗な動きを見せ、後半は鋭い跳躍が強調される。やがて譜例3が再現され、最後に譜例4を振り返って厚い和音により閉じられる。

### 第3楽章
Allegretto moderato ed innocente 2/4拍子 イ短調
スケルツォとトリオの形式が採られている。緩やかに開始するかにみえるが、突如強烈な連打が挿入される（譜例5）。
譜例5
経過的なエピソードに続いて譜例5が再び奏されるが連打はなく、伸びやかな旋律が歌われる（譜例6）。
譜例6
しかし連打が放たれてそのまま音量を下げていき、チェロが先導するトリオに相当する部分へ至る（譜例7）。
譜例7
ほどなくして譜例5の再現となり、譜例6が出されることなく勢いを弱めて楽章を終える。

### 第4楽章
Molto adagio 4/4拍子 - Allegro non tanto, ma molto scherzoso 2/4拍子 ヘ長調
力強いハ長調の主和音により幕を開け、ただちにアレグロの主部へ入る（譜例8）。
譜例8
キビキビと進行していき、やがてチェロがより抒情的な第2主題を提示する（譜例9）。
譜例9
コデッタではピッツィカートに乗って再びキビキビと進む。展開部ではまずヴィオラに始まる半音階による音型がフーガを思わせるように声部を増やす。これまでに登場した素材も用いられていき、その最後には第1ヴァイオリンの小規模なカデンツァが置かれる。譜例8の再現が行われ、譜例9もヴァイオリンから再現されると様々に模倣されていく。最後に置かれる簡潔なコーダは譜例8にはじまり、ヘ長調の主和音を全楽器で奏して全曲に終止符を打つ。